# Кутарма (Ходжаабадский район)
Кутарма (узб. Koʻtarma / Кўтарма) — посёлок городского типа, расположенный на территории Ходжаабадского района Андижанской области Республики Узбекистан.

Статус посёлка городского типа с 2009 года.